# Claude Le Jeune

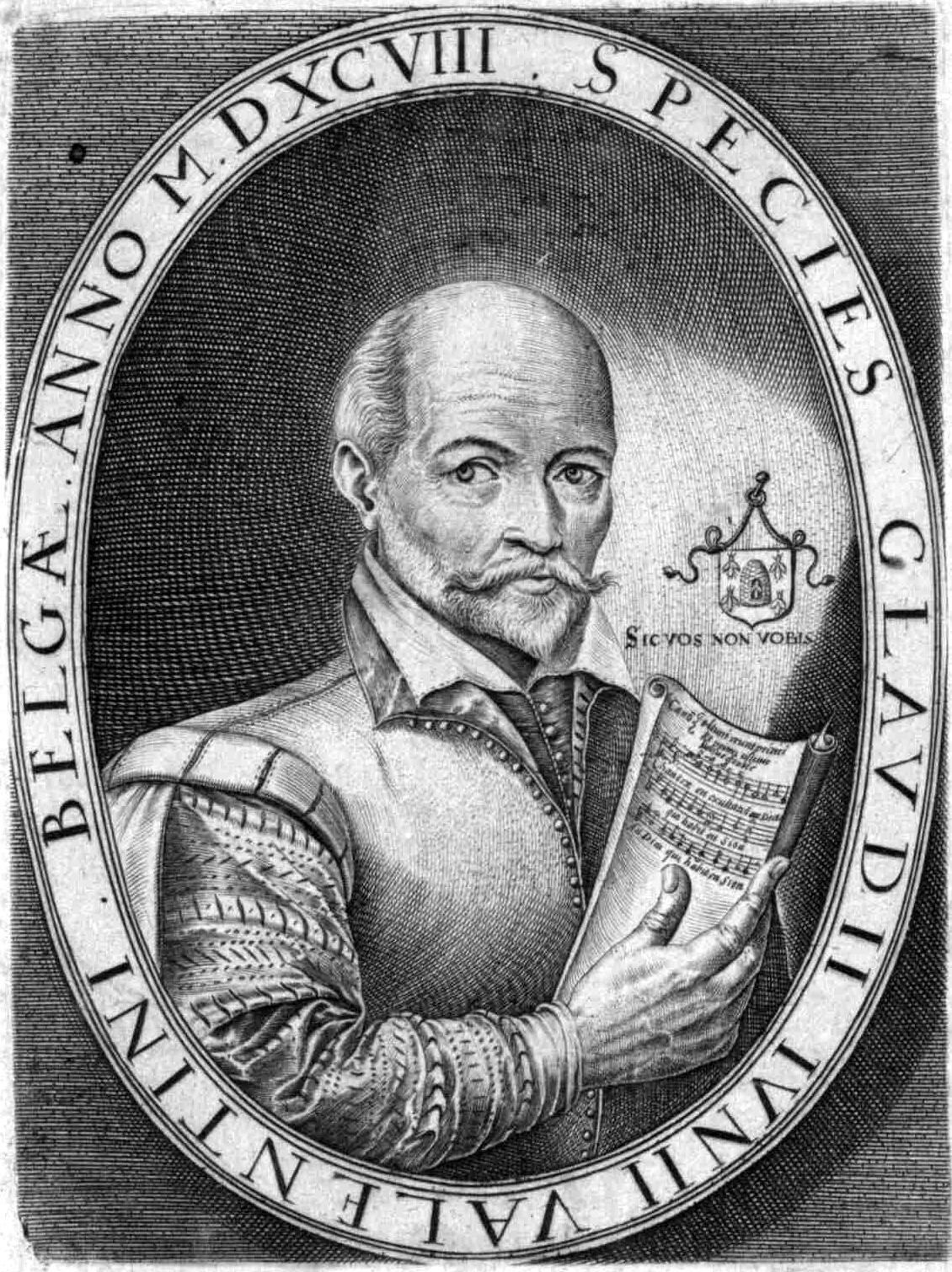
Claude Le Jeune; grabado en su Dodécacorde (1598, La Rochelle)

Claude Le Jeune (Valenciennes, 1528 a 1530 - enterrado el 26 de septiembre de 1600) fue un compositor franco-flamenco del Renacimiento tardío.
Se trata de uno de los principales representantes del movimiento musical conocido como musique mesurée y un compositor significativo de la chanson "Parisian", forma secular predominante en Francia a lo largo de la segunda mitad del siglo XVI. Tuvo una fama muy extendida en Europa, y se le considera uno de los compositores más influyentes de su época.

## Selección de grabaciones
- Missa ad Placitum. Benedicite Dominum. Tristia obsedit me. Magnificat. Ensemble Clément Janequin, dir. Visse (HMC 901607)

Salmos
- Dix Psaumes de David (1564) 10 of 10 psalms. Ludus modalis, dir. Bruno Boterf. Ramée 2011
- Dodécacorde (1598) - 7 of 12 psalms. Ensemble Vocale Sagittarius, dir. Michel Laplénie. Accord 2003
- Psalms - Muze honorons l’illustre et grand Henry	inc. Dieu nous te loüons (French Te Deum from Pseaumes en vers mesurez)  Les Pages & Les Chantres, dir. Schneebeli (Alpha) 2002
- Airs et psaumes mesurés à l'antique. Claudine Ansermet soprano, Paolo Cherici, lute (Symphonia)
- Psaumes de la Réforme de Clément Marot et Théodore de Bèze Trio Viva Lux, dir. Houette (SM)

Obras seculares
- Le printemps – 12 of 39 chansons Huelgas Ensemble Paul Van Nevel (Sony)
- Le printemps – 39 of 39 chansons (2CD), Feuille (Arion)
- Meslanges et fantasies de violes Ensemble Clément Janequin & Ensemble Les Éléments 1995 (HMC)
- Octonaires de la vanité du monde 2CD Ensemble Jacques Feuille 1973 (Arion)
- Les saisons. 6 Octonaires. La bataille. (on Inconstance et vanité 1601) Anne Quentin (Astree)
- Chansons - Autant qu’emport le vent Ensemble Clément Janequin (HM)